# علي في الأحاديث النبوية
في الأحاديث النبوية يوجد العديد من الأقوال عن الإمام علي المنسوبة إلى الرسول محمد. كان علي ابن عم وصهر الرسول محمد، ويُعرف أيضًا بأنه الخليفة الراشد الرابع عند السنة والإمام الأول عند الشيعة. كان الرسول محمد وعلي يتمتعان بعلاقة وثيقة، إذ نشأ علي في بيت النبي محمد عندما كان طفلاً، ولعب علي فيما بعد دورًا محوريًا في السنوات التكوينية للإسلام. تعد مكانة علي بن أبي طالب وعلاقته بأصحاب الرسول موضع خلاف تاريخي وعقائدي بين الفرق الإسلامية المختلفة، فيرى بعضهم أن الله اختاره وصيًّا وإمامًا وخليفةً للمسلمين، لذا اعتبروا أنّ اختيار أبي بكر لخلافة المسلمين كان مخالفًا لتعاليم النبي محمد، كما يرون أنّ علاقة بعض الصحابة به كانت متوتّرة. وعلى العكس من ذلك ينكر بعضهم حدوث مثل هذا التنصيب، ويرون أنّ علاقة أصحاب الرسول به كانت جيدة ومستقرّة. ويُعدّ اختلاف الاعتقاد حول علي هو السبب الأصلي للنزاع بين السنة والشيعة على مدى العصور. أكثر الأحاديث النبوية إثارة للجدل تم تسليمها في غدير خم عام 632 م وأعطى علي السلطة الروحية (الولاية) بعد النبي محمد، وفقًا للشيعة.

## الأحاديث النبوية عن علي
مما أجمع المسلمون على وروده ما يلي:
- عن النبي  أنه أرسل لفتح خيبر مرتين أبو بكر وعمر فما استطاعا فتحها، فقال : « لأعطين الراية غدا رجلا يحب الله ورسوله ويحبه الله ورسوله، يفتح الله على يديه»، فلما كان الغد، دعا عليا فأعطاه الراية ففتح خيبر.
- عن النبي  أنه قال لعلي حين استخلفه على المدينة في غزوة تبوك: « أما ترضى أن تكون مني بمنزلة هارون من موسى إلا أنه لا نبي بعدي».
- عن علي أنه قال: «والذي فلق الحبة وبرأ النسمة، إنه لعهد النبي الأمي إلي أن لا يحبني إلا مؤمن ولا يبغضني إلا منافق».
- قَالَ رَسُولُ اللَّهِ صلى الله عليه وسلم: « إِنَّهُ لَمْ يَكُنْ قَبْلِي نَبِيٌّ إِلَّا قَدْ أُعْطِيَ سَبْعَةَ رُفَقَاءَ نُجَبَاءَ وُزَرَاءَ، وَإِنِّي أُعْطِيتُ أَرْبَعَةَ عَشَرَ: حَمْزَةُ، وَجَعْفَرٌ، وَعَلِيٌّ، وَحَسَنٌ، وَحُسَيْنٌ، وَأَبُو بَكْرٍ، وَعُمَرُ، وَالْمِقْدَادُ، وَعَبْدُ اللَّهِ بْنُ مَسْعُودٍ، وَأَبُو ذَرٍّ، وَحُذَيْفَةُ، وَسَلْمَانُ، وَعَمَّارٌ، وَبِلَالٌ »

أحاديث مختلف على تفسيرها:
حديث الغدير هو حديث نبوي يصل لدرجة التواتر عند السنة والشيعة، يستدل الشيعة بهذا الحديث بالإضافة لأحاديث أخرى على خلافة علي بن أبي طالب، بينما يعتقد أهل السنة والجماعة بأنَّه دلالة على منزلة علي بن أبي طالب العالية، ولا يستوجب أحقيته بالخلافة.
حديث المنزلة حديث نبوي يستند عليه الشيعة مع مجموعة من الأحاديث الأخرى في ما يعدونه أحقية علي بن أبي طالب في الخلافة بعد وفاة الرسول محمد وينص الحديث على «أنت مني بمنزلة هارون من موسى إلا أنه لا نبي بعدي»؛ يستفيد الشيعة بموجب هذا الحديث على أن عليا كان له جميع المنازل التي كانت لهارون في بني إسرائيل - إلا النبوة- لأن لفظ الحديث عام،والاستثناء (إلاّ أنّه لا نبيّ بعدي) يؤكّد أيضاً هذه العموميّة، وحسب المصادر الشيعية فإن الرسول أدلى بهذا الحديث في يوم المؤاخاة ويوم بدر ويوم فتح خيبر وغزوة تبوك ويوم غدير خم وحجة الوداع.
حديث يوم الدار أو إنذار يوم الدار من الأحاديث النبوية التي وردت في العديد من كتب الحديث، وإن اختلفت الروايات والتفسيرات، فتستند إليها الشيعة في مسألة وصاية رسول الإسلام محمد بن عبد الله لعلي بن أبي طالب من بعده وعصمته.
حديث الاثني عشر خليفة، جاء عن نبي الإسلام محمد أن أمر الإسلام سيظل قائماً وعزيزًا حتى يمضي 12 خليفة كلهم من قريش. وورد هذا الحديث في مصادر المسلمين سنةوشيعة بصيغ مختلفة.
حديث السفينة هو قول النبي محمد بحق اهل البيت، وفيه يستدل الشيعة بهذا الحديث ونصوص أخرى على عصمة أهل البيت وأحقيتهم بإمامة الأمة وارتياد منصب الخلافة والقيادة بعد الرسول محمد.
حديث الثقلين هو حديث نبوي صحيح عند أهل السنة والجماعة والشيعة (مع اختلاف الرواية بينهما) مرويٌ عن الرسول محمد، يستند عليه الشيعة مع مجموعة من الأحاديث الأخرى في أحقية علي بن أبي طالب في الإمامة والخلافة ووجوب اتباعهم وطاعتهم بعد وفاة الرسول محمد. بينما يعتقد أهل السنة والجماعة بأنَّه دلالة على منزلة علي بن أبي طالب العالية، ولا يستوجب أحقيته بالخلافة.
أصحاب الكساء هو مصطلح إسلامي يقصد به مجموعة من أهل بيت النبي محمد هم: ابنته فاطمة وابن عمه علي بن أبي طالب، واثنين من أحفاده الحسن والحسين. حيث جمع أهل بيته تحت الكساء، ولهذا السبب سُمي هذا الحديث بحديث الكساء. يستند عليه الشيعة مع مجموعة من الأحاديث الأخرى كحديث الغدير في ما يعتبرونه أحقية وأفضلية علي بن أبي طالب بعد وفاة رسول الإسلام محمد. والحديث صحيح الرواية عن النبي محمد، لدى أهل السنة والجماعة والشيعة، لكن يختلف في مدلوله.
أحاديث أخرى: